# Клокотива
Клокотива — річка в Україні, у Перечинському районі Закарпатської області. Ліва притока Тур'ї (басейн Дунаю).

## Опис
Довжина річки приблизно 9 км.

## Розташування
Бере початок на південному заході від гори Сокілець (хребет Синаторія). Тече переважно на північний схід через північно-західну околицю села Тур'ї Ремети і там впадає у річку Тур'ю, ліву притоку Ужа. 
Річку перетинає автомобільна дорога Т 0712.